# Gran Premio del Messico 2018
Il Gran Premio del Messico 2018 è stata la diciannovesima prova della stagione 2018 del campionato mondiale di Formula 1. La gara si è tenuta domenica 28 ottobre 2018 all'Autodromo Hermanos Rodríguez di Città del Messico, vinta dall'olandese Max Verstappen su Red Bull Racing-TAG Heuer, al suo quinto successo nel mondiale. Verstappen ha preceduto sotto la bandiera a scacchi i due piloti della Ferrari, il tedesco Sebastian Vettel ed il finlandese Kimi Räikkönen.
Il britannico Lewis Hamilton su Mercedes, quarto all'arrivo, si aggiudica il suo quinto titolo di campione del mondo piloti.
Gli organizzatori del gran premio sono stati premiati dal Formula One Group col Race Promoters' Trophy per il 2018, quale gara meglio organizzata nella stagione. È la quarta affermazione consecutiva per la gara messicana, che aveva vinto tale riconoscimento anche per l'edizione 1986.

## Vigilia

### Analisi per il campionato piloti
Lewis Hamilton comanda la classifica riservata ai piloti, con 70 punti di margine su Sebastian Vettel. Al britannico basta perciò arrivare settimo, indipendentemente dal risultato del tedesco, per laurearsi campione del mondo per la quinta volta. Qualora Hamilton giungesse ottavo, o peggio, diventerebbe campione del mondo qualora Vettel non si aggiudicasse la gara.

### Analisi per il campionato costruttori
La Mercedes è in testa alla classifica riservata ai costruttori, con 66 punti di vantaggio sulla Ferrari. La casa tedesca deve guadagnare 20 punti su quella italiana, per vincere il titolo per la quinta volta. La Mercedes dovrebbe ottenere una doppietta, con i ferraristi non meglio di terzo e sesto.

### Aspetti tecnici
Per il gran premio la Pirelli, fornitrice unica degli pneumatici, porta gomme di tipo supersoft, ultrasoft e hypersoft.
Per questa gara sono due le zone individuate per l'utilizzo del Drag Reduction System: la prima zona è sul rettifilo dei box, mentre la seconda zona è stabilita sulla Recta Trasera (tra le curve 3 e 4); c'è un solo detection point, fissato all'uscita della curva 15.

### Aspetti sportivi
Romain Grosjean viene penalizzato di tre posizioni sulla griglia di partenza per essere stato giudicato colpevole per l'incidente avvenuto con Charles Leclerc, nel corso del primo giro del gran premio precedente.
La Federazione Internazionale dell'Automobile indica l'ex pilota di F1 Mika Salo come commissario aggiunto per la gara. Il finlandese ha già svolto in passato tale funzione, l'ultima al Gran Premio del Belgio.
Nel corso della prima sessione di prove libere del venerdì Nicholas Latifi ha preso il posto di Esteban Ocon alla Force India, Lando Norris quello di Fernando Alonso alla McLaren e Antonio Giovinazzi quello di Charles Leclerc alla Sauber.

## Prove

### Resoconto
Nella prima sessione di prove libere la pista è risultata poco gommata; ciò non ha impedito a Max Verstappen di far segnare un tempo di appena due decimi più alto del record del tracciato. L'olandese ha preceduto il compagno di scuderia alla Red Bull Racing, Daniel Ricciardo (gli unici due piloti a sondare il muro del minuto e diciassette sul giro), e le due Renault; la casa francese piazza così quattro vetture col suo motore nei primi quattro posti, anche se le power unit della Red Bull sono ribattezzate TAG Heuer.
Le Mercedes e le Ferrari sono risultate meno veloci, avendo preferito concentrarsi nella raccolta di informazioni per la gara. Non ha fatto segnare tempi il pilota della Toro Rosso Pierre Gasly, che ha omologato una nuova power unit della Honda; in seguito però sulla monoposto è stata rimontata una vecchia unità, già usata nella gara precedente.
I primi tre delle prove libere del mattino si sono confermati anche nella sessione pomeridiana. Verstappen ha nuovamente colto il miglior rilievo cronometrico, con 153 millesimi di vantaggio su Ricciardo. Il terzo, Carlos Sainz Jr., è staccato di un secondo e due dal tempo dell'olandese. La Red Bull riesce a sfruttare il suo carico aerodinamico, e l'altitudine del tracciato messicano rende il motore Renault meno penalizzante rispetto alle power unit della Mercedes e della Ferrari. Vettel ha comunque chiuso quarto, a un millesimo dal tempo di Sainz Jr., mentre si è messo in luce Brendon Hartley, sesto, grazie anche alla nuova power unit Spec 3, fornita della Honda.
La sessione si è conclusa anzitempo per Verstappen, che ha dovuto abbandonare la sua vettura sul tracciato, per un problema idraulico.
Verstappen è stato il più rapido anche nella sessione del sabato. Per la prima mezz'ora nessun pilota ha fatto segnare tempi validi, in quanto la pista si presenta ancora umida, dopo la pioggia della notte. L'olandese ha preceduto, per meno di due decimi, Lewis Hamilton e Sebastian Vettel. Il pilota della Red Bull, che ha avuto anche un problema con le batterie, ha fatto segnare il nuovo record della pista messicana. L'altro pilota della scuderia anglo-austriaca, Ricciardo, ha chiuso a più di sette decimi da Verstappen, conquistando il quarto posto. Ha potuto compiere solo una manciata di giri Valtteri Bottas, prima di essere fermato da un problema idraulico. Al termine delle prove libere la Mercedese è costretta a sostituire la power unit sulla vettura del finlandese, che non paga penalità sulla griglia di partenza, potendo riutilizzare quella già usata nella gara di Austin.

### Risultati
Nella prima sessione del venerdì si è avuta questa situazione:
| Pos | Nº | Pilota           | Costruttore               | Tempo    | Gap    | Giri |
| --- | -- | ---------------- | ------------------------- | -------- | ------ | ---- |
| 1   | 33 | Max Verstappen   | Red Bull Racing-TAG Heuer | 1'16"656 |        | 19   |
| 2   | 3  | Daniel Ricciardo | Red Bull Racing-TAG Heuer | 1'17"139 | +0"483 | 19   |
| 3   | 55 | Carlos Sainz Jr. | Renault                   | 1'17"926 | +1"270 | 20   |

Nella seconda sessione del venerdì si è avuta questa situazione:
| Pos | Nº | Pilota           | Costruttore               | Tempo    | Gap    | Giri |
| --- | -- | ---------------- | ------------------------- | -------- | ------ | ---- |
| 1   | 33 | Max Verstappen   | Red Bull Racing-TAG Heuer | 1'16"720 |        | 21   |
| 2   | 3  | Daniel Ricciardo | Red Bull Racing-TAG Heuer | 1'16"873 | +0"153 | 32   |
| 3   | 55 | Carlos Sainz Jr. | Renault                   | 1'17"953 | +1"233 | 35   |

Nella sessione del sabato mattina si è avuta questa situazione:
| Pos | Nº | Pilota           | Costruttore               | Tempo    | Gap    | Giri |
| --- | -- | ---------------- | ------------------------- | -------- | ------ | ---- |
| 1   | 33 | Max Verstappen   | Red Bull Racing-TAG Heuer | 1'16"284 |        | 9    |
| 2   | 44 | Lewis Hamilton   | Mercedes                  | 1'16"538 | +0"254 | 9    |
| 3   | 5  | Sebastian Vettel | Ferrari                   | 1'16"566 | +0"282 | 11   |

## Qualifiche

### Resoconto
Nel primo tentativo in Q1 Sebastian Vettel batte subito il record della pista, con 1'16"089; alle spalle del tedesco c'è il compagno di scuderia, Kimi Räikkönen e le due Mercedes. L'arrivo in pista delle Red Bull Racing ribalta la graduatoria, con Daniel Ricciardo che fa segnare un tempo inferiore al minuto e sedici, battuto subito da Max Verstappen. Räikkönen è autore di un'uscita di pista, mentre Nico Hülkenberg s'intercala tra le due Mercedes.
Fernando Alonso vede il suo tempo annullato, per aver superato i limiti del tracciato, alla curva 11. Le due Mercedes scalano la classifica, con Valtteri Bottas che diventa primo, per un decimo davanti a Lewis Hamilton. Al termine della sessione risultano eliminati Romain Grosjean, Stoffel Vandoorne, Kevin Magnussen e le Williams di Lance Stroll e Sergej Sirotkin.
In Q2 è Bottas a far segnare il tempo di riferimento, battuto da Hamilton. Tra i due s'inserisce Vettel, con Kimi Räikkönen quarto, che precede le due Renault. Le Red Bull dimostrano ancora la loro competitività: Verstappen fa scendere il tempo migliore a 1'15"640, 4 millesimi meglio del tempo di Hamilton. Ricciardo ottiene, invece, il quarto tempo. I piloti delle prime tre scuderie sono con gomme ultrasoft. Brendon Hartley è il primo degli eliminati, dopo la prima parte della Q2, con gomme hypersoft, mentre Fernando Alonso fa segnare il quattordicesimo tempo, sempre con le hypersoft. I due portacolori della Force India, Pérez e Ocon, sono dodicesimo e tredicesimo, ma optano per le supersoft.
Nella parte finale della sessione Ocon tenta un giro con gomme ultrasoft, senza però ottenere un tempo sufficiente per la qualifica nei migliori dieci. Oltre al francese, sono eliminati anche Alonso, Pérez, Hartley e Pierre Gasly.
Nella fase decisiva Kimi Räikkönen fa segnare subito 1'15"330, battuto subito dal compagno di team Vettel (1'14"970); fra i due s'inserisce Hamilton, mentre Bottas è quarto. Max Verstappen è capace, dopo un ottimo ultimo settore, a strappare il tempo migliore, con 1'14"785, mentre Ricciardo è terzo, con un tempo superiore al minuto e quattordici. L'australiano però, nell'ultimo tentativo, riesce a sopravanzare il compagno di scuderia, cogliendo così la sua terza ed ultima pole position in carriera nel mondiale. Hamilton passa Vettel, ed è terzo. Per la Red Bull Racing è la sessantesima partenza al palo, e la prima fila completa, per la prima volta dal Gran Premio degli Stati Uniti d'America 2013.

### Risultati
Nella sessione di qualifica si è avuta questa situazione:
| Pos                         | Nº | Pilota            | Costruttore               | Q1       | Q2          | Q3       | Griglia |
| --------------------------- | -- | ----------------- | ------------------------- | -------- | ----------- | -------- | ------- |
| 1                           | 3  | Daniel Ricciardo  | Red Bull Racing-TAG Heuer | 1'15"866 | 1'15"845    | 1'14"759 | 1       |
| 2                           | 33 | Max Verstappen    | Red Bull Racing-TAG Heuer | 1'15"756 | 1'15"640    | 1'14"785 | 2       |
| 3                           | 44 | Lewis Hamilton    | Mercedes                  | 1'15"673 | 1'15"644    | 1'14"894 | 3       |
| 4                           | 5  | Sebastian Vettel  | Ferrari                   | 1'16"089 | 1'15"715    | 1'14"970 | 4       |
| 5                           | 77 | Valtteri Bottas   | Mercedes                  | 1'15"580 | 1'15"923    | 1'15"160 | 5       |
| 6                           | 7  | Kimi Räikkönen    | Ferrari                   | 1'16"446 | 1'15"996    | 1'15"330 | 6       |
| 7                           | 27 | Nico Hülkenberg   | Renault                   | 1'16"498 | 1'16"126    | 1'15"827 | 7       |
| 8                           | 55 | Carlos Sainz Jr.  | Renault                   | 1'16"813 | 1'16"188    | 1'16"084 | 8       |
| 9                           | 16 | Charles Leclerc   | Sauber-Ferrari            | 1'16"862 | 1'16"320    | 1'16"189 | 9       |
| 10                          | 9  | Marcus Ericsson   | Sauber-Ferrari            | 1'16"701 | 1'16"633    | 1'16"513 | 10      |
| 11                          | 31 | Esteban Ocon      | Force India-Mercedes      | 1'16"252 | 1'16"844    | N.D.     | 11      |
| 12                          | 14 | Fernando Alonso   | McLaren-Renault           | 1'16"857 | 1'16"871    | N.D.     | 12      |
| 13                          | 11 | Sergio Pérez      | Force India-Mercedes      | 1'16"242 | 1'17"167    | N.D.     | 13      |
| 14                          | 28 | Brendon Hartley   | Scuderia Toro Rosso-Honda | 1'16"682 | 1'17"184    | N.D.     | 14      |
| 15                          | 10 | Pierre Gasly      | Scuderia Toro Rosso-Honda | 1'16"828 | senza tempo | N.D.     | 20      |
| 16                          | 8  | Romain Grosjean   | Haas-Ferrari              | 1'16"911 | N.D.        | N.D.     | 18      |
| 17                          | 2  | Stoffel Vandoorne | McLaren-Renault           | 1'16"966 | N.D.        | N.D.     | 15      |
| 18                          | 20 | Kevin Magnussen   | Haas-Ferrari              | 1'17"599 | N.D.        | N.D.     | 16      |
| 19                          | 18 | Lance Stroll      | Williams-Mercedes         | 1'17"689 | N.D.        | N.D.     | 17      |
| 20                          | 35 | Sergej Sirotkin   | Williams-Mercedes         | 1'17"886 | N.D.        | N.D.     | 19      |
| Tempo limite 107%: 1'20"870 |    |                   |                           |          |             |          |         |

In grassetto sono indicate le migliori prestazioni in Q1, Q2 e Q3.

## Gara

### Resoconto
Lewis Hamilton, partito dalla seconda fila, riesce a passare entrambe le Red Bull Racing; alla prima curva però Max Verstappen prende il comando della gara, davanti al britannico e al poleman Daniel Ricciardo. Alle spalle dei primi tre c'è Sebastian Vettel, che precede Valtteri Bottas, Carlos Sainz Jr. e Kimi Räikkönen. Nelle retrovie c'è un contatto con Esteban Ocon che è costretto ad una sosta per cambiare il musetto; Fernando Alonso è invece costretto ad abbandonare la gara, dopo che alcuni detriti della vettura di Ocon hanno colpito la sua monoposto.
Räikkönen passa Sainz Jr. nel corso del secondo giro. La classifica, per il resto, rimane immutata fino al giro 11, quando le due Mercedes effettuano la prima sosta, in cui entrambi montano le supersoft. Tra il dodicesimo e tredicesimo giro si fermano anche le Red Bull, che passano anche loro alle supersoft. In testa va Vettel, seguito da Räikkönen, che però cede subito a Verstappen la seconda posizione.
Il finlandese riesce a resistere ancora un paio di giri, prima di essere passato sia da Hamilton che da Ricciardo. Al giro 17 effettua la sua sosta anche Vettel, che monta ora gomme supersoft; poco dopo anche l'altro pilota della scuderia italiana si ferma per la sosta. La gara è ora comandata da Max Verstappen, su Hamilton, Ricciardo, Vettel, Bottas, Räikkönen e Sergio Pérez.
Vettel si avvicina a Ricciardo, sfruttando anche i tanti doppiaggi. Al giro 30 viene stabilita in pista la virtual safety car, per la necessità di spostare dalla pista la Renault di Carlos Sainz Jr., ferma all'interno della zona dello stadio. Al trentatreesimo giro, dopo che la gara è tornata nella sua valenza agonistica, Vettel passa Ricciardo per il terzo posto. Il tedesco guadagna il secondo posto al giro 38, quando passa anche Hamilton, in difficoltà con le gomme, come Ricciardo.
Al giro quaranta si ritira anche Pérez, per un problema tecnico, quando era ottavo. Al quarantaseiesimo passaggio Ricciardo prende la terza posizione a Hamilton, che va anche lungo alla prima staccata. Un giro dopo si fermano, per la seconda sosta, sia Sebastian Vettel, che monta ultrasoft, che Lewis Hamilton, che sceglie le stesse coperture. Ora Vettel è terzo, mentre l'inglese è sesto, alle spalle anche di Valtteri Bottas e Kimi Räikkönen. Il ferrarista passa il connazionale, che effettua un lungo alla prima staccata analogo a quello effettuato da Hamilton nel giro precedente.
Al giro 48 si fermano anche Verstappen e Bottas. L'olandese resta al comando del gran premio, mentre Bottas è passato da Hamilton, per il quinto posto. Vettel mette ancora sotto pressione Ricciardo, che non ha effettuato la seconda sosta, ma è riuscito a pulire le gomme dal graining. La gara dell'australiano termina al giro 61, per un problema tecnico. Ora Vettel è secondo, davanti al compagno di team Kimi Räikkönen.
La direzione di gara stabilisce ancora la virtual safety car sulla pista, per l'olio che la monoposto di Ricciardo ha portato sul tracciato. Bottas effettua ancora una sosta, ma resta quinto, con un giro di vantaggio su Nico Hülkenberg. Alla ripartenza Verstappen, compagno di scuderia di Ricciardo, si preoccupa nelle comunicazioni coi box per la situazione della propria Red Bull, continuando però a far segnare tempi molto rapidi.
Max Verstappen vince per la quinta volta in carriera, davanti alle due Ferrari. Lewis Hamilton, quarto, che negli ultimi giri rischia anche il doppiaggio, festeggia il suo quinto titolo mondiale.

### Risultati
I risultati del Gran Premio sono i seguenti:
| Pos | Nº | Pilota            | Costruttore               | Giri | Tempo/Ritiro       | Griglia | Punti |
| --- | -- | ----------------- | ------------------------- | ---- | ------------------ | ------- | ----- |
| 1   | 33 | Max Verstappen    | Red Bull Racing-TAG Heuer | 71   | 1h38'28"851        | 2       | 25    |
| 2   | 5  | Sebastian Vettel  | Ferrari                   | 71   | +17"316            | 4       | 18    |
| 3   | 7  | Kimi Räikkönen    | Ferrari                   | 71   | +49"914            | 6       | 15    |
| 4   | 44 | Lewis Hamilton    | Mercedes                  | 71   | +1'18"738          | 3       | 12    |
| 5   | 77 | Valtteri Bottas   | Mercedes                  | 70   | +1 giro            | 5       | 10    |
| 6   | 27 | Nico Hülkenberg   | Renault                   | 69   | +2 giri            | 7       | 8     |
| 7   | 16 | Charles Leclerc   | Sauber-Ferrari            | 69   | +2 giri            | 9       | 6     |
| 8   | 2  | Stoffel Vandoorne | McLaren-Renault           | 69   | +2 giri            | 15      | 4     |
| 9   | 9  | Marcus Ericsson   | Sauber-Ferrari            | 69   | +2 giri            | 10      | 2     |
| 10  | 10 | Pierre Gasly      | Scuderia Toro Rosso-Honda | 69   | +2 giri            | 20      | 1     |
| 11  | 31 | Esteban Ocon      | Force India-Mercedes      | 69   | +2 giri            | 11      |       |
| 12  | 18 | Lance Stroll      | Williams-Mercedes         | 69   | +2 giri            | 17      |       |
| 13  | 35 | Sergej Sirotkin   | Williams-Mercedes         | 69   | +2 giri            | 19      |       |
| 14  | 28 | Brendon Hartley   | Scuderia Toro Rosso-Honda | 69   | +2 giri            | 14      |       |
| 15  | 20 | Kevin Magnussen   | Haas-Ferrari              | 69   | +2 giri            | 16      |       |
| 16  | 8  | Romain Grosjean   | Haas-Ferrari              | 68   | +3 giri            | 18      |       |
| Rit | 3  | Daniel Ricciardo  | Red Bull Racing-TAG Heuer | 61   | Motore             | 1       |       |
| Rit | 11 | Sergio Pérez      | Force India-Mercedes      | 38   | Freni              | 13      |       |
| Rit | 55 | Carlos Sainz Jr.  | Renault                   | 28   | Problema elettrico | 8       |       |
| Rit | 14 | Fernando Alonso   | McLaren-Renault           | 3    | Danni da detriti   | 12      |       |

## Classifiche mondiali

### Piloti
| Pos | Pilota            | Punti |
| --- | ----------------- | ----- |
| 1   | Lewis Hamilton    | 358   |
| 2   | Sebastian Vettel  | 294   |
| 3   | Kimi Räikkönen    | 236   |
| 4   | Valtteri Bottas   | 227   |
| 5   | Max Verstappen    | 216   |
| 6   | Daniel Ricciardo  | 146   |
| 7   | Nico Hülkenberg   | 69    |
| 8   | Sergio Pérez      | 57    |
| 9   | Kevin Magnussen   | 53    |
| 10  | Fernando Alonso   | 50    |
| 11  | Esteban Ocon      | 49    |
| 12  | Carlos Sainz Jr.  | 45    |
| 13  | Romain Grosjean   | 31    |
| 14  | Pierre Gasly      | 29    |
| 15  | Charles Leclerc   | 27    |
| 16  | Stoffel Vandoorne | 12    |
| 17  | Marcus Ericsson   | 9     |
| 18  | Lance Stroll      | 6     |
| 19  | Brendon Hartley   | 4     |
| 20  | Sergej Sirotkin   | 1     |

### Costruttori
| Pos | Costruttore               | Punti |
| --- | ------------------------- | ----- |
| 1   | Mercedes                  | 585   |
| 2   | Ferrari                   | 530   |
| 3   | Red Bull Racing-TAG Heuer | 362   |
| 4   | Renault                   | 114   |
| 5   | Haas-Ferrari              | 84    |
| 6   | McLaren-Renault           | 62    |
| 7   | Force India-Mercedes      | 47    |
| 8   | Sauber-Ferrari            | 36    |
| 9   | Scuderia Toro Rosso-Honda | 33    |
| 10  | Williams-Mercedes         | 7     |